# Paula Comendador
Paula Comendador Prado (* 12. Januar 2007 in Madrid) ist eine spanische Fußballspielerin. Zumeist wird sie als Außenstürmerin eingesetzt.

## Karriere

### Verein
Paula Comendador schloss sich im Alter von acht Jahren dem Frauenfußballverein Madrid CFF an. Hier verbrachte sie sechs Saisons, bevor sie im Sommer 2021 zu Real Madrid wechselte und zunächst für die U16-Mannschaft (Cadete) auflief. Mit ihrem Team gewann sie die Madrider Meisterschaft. In der Saison 2022/23 stand sie im Kader der A-Jugend (Juvenil) und konnte mit Real Madrid erneut den Titel in ihrer Altersklasse erobern. Am 10. September 2023 debütierte sie in einem Spiel gegen Rayo Vallecano in den Reihen der B-Mannschaft des Klubs, die in der Segunda Federación vertreten war.
Ihren ersten Einsatz im Profikader von Real Madrid hatte Paula Comendador am 26. November 2023 in einem Meisterschaftsspiel gegen Sporting Huelva, als sie in der 79. Minute für Hayley Raso eingewechselt wurde.

### Nationalmannschaft
Paula Comendador debütierte am 22. September 2022 im Zuge der Qualifikation für die Europameisterschaft 2023 gegen Belgien in der U-17-Nationalmannschaft Spaniens. Mit ihrer Landesauswahl qualifizierte sie sich in der Folge für die Endrunde, wo Spanien erst im Finale mit 2:3 gegen Frankreich verlor. Comendador stand in allen fünf Spielen des Turniers in der Startelf und erzielte ein Tor.  Im darauffolgenden Sommer stand sie auch im Endrundenkader der U19-EM und konnte mit ihrer Landesauswahl durch ein 2:1 im Finale gegen die Niederlande den Titel erobern. Sie selbst kam bei allen fünf Spielen zum Einsatz und erzielte zwei Tore. Im Juni 2025 stand sie erneut im Endrundenkader und konnte mit Spanien durch ein 4:0 im Finale gegen Frankreich den Titel verteidigen, wobei sie in allen fünf Turnierspielen zum Einsatz kam.

## Erfolge und Ehrungen
Nationalmannschaft
- U-19-Europameisterschaft (2): 2024, 2025

Ehrungen
- Torschützenkönigin der U-17-Weltmeisterschaft 2024